# Агарков Андрій Леонідович
Андрі́й Леоні́дович Агарко́в (нар. 19 червня 1963, Севастополь) — російський поет. 
Закінчив  Чорноморське вище військово-морське училище (1985). Капітан 1-го рангу запасу. 33 роки його військової служби пройшли в Севастополі на Чорноморському флоті.
Пише російською мовою. Перша публікація з'явилася в 1979 році в газеті «Слава Севастополя». Автор збірок віршів «Цветные мгновенья» (1999), «Лучей изломы» (2001), «Амальгама сердца» (2006), багатьох публікацій в альманахах і колективних збірниках. Друкувався в журналах «Смена», «Советский воин», альманахах «Истоки», «Севастополь», «Брега Тавриды», «Поэтическая карта Крыма» та інших колективних збірниках. З 6 травня 2003 року член  Національної спілки письменників України. Лауреат літературної премії ім. Л. М. Толстого (Севастопольська міська адміністрація, 2007р.). 
Після звільнення в запас переїхав на постійне місце проживання в Санкт-Петербург. Член  Спілки письменників Росії.
В даний час - заступник голови Міжрегіональної Санкт-Петербурзької міської та Ленінградської обласної громадської організації «Всеросійського товариства рятування на водах» (ВОСВОД), полковник ВОСВ.

## Джерело
- Письменницький довідник [Архівовано 30 червня 2008 у Wayback Machine.]
- Енциклопедія сучасної України. Агарков Андрій Леонідович
- Дом писателя. Санкт-Петербург. Агарков Андрей Леонидович

| Поет | Це незавершена стаття про поета або поетесу. Ви можете допомогти проєкту, виправивши або дописавши її. |